# En förtrollad romans
En förtrollad romans (originaltitel: Bewitched) är en amerikansk romantisk komedifilm från 2005 i regi av Nora Ephron. Trots att filmen delar samma originaltitel, är den inte en filmversion av TV-serien Bewitched. Referenser till TV-serien förekommer dock i filmen.

## Handling
Isabel Bigelow (spelad av Nicole Kidman) är en riktig häxa men nu har hon flyttat till en vanlig förort och lovat sig själv att aldrig använda magi igen. TV-producenten Jack Wyatt (Will Ferrell) är på jakt efter en helt vanlig kvinna som passar för huvudrollen i en nyinspelning av TV-serien Bewitched och hittar Bigelow.

## Medverkande i urval
- Nicole Kidman – Isabel Bigelow / Samantha
- Will Ferrell – Jack Wyatt / Darrin
- Shirley MacLaine – Iris Smythson / Endora
- Michael Caine – Nigel Bigelow
- Jason Schwartzman – Ritchie
- Kristin Chenoweth – Maria Kelly
- Heather Burns – Nina
- Jim Turner – Larry
- Stephen Colbert – Stu Robison
- David Alan Grier – Jim Fields
- Michael Badalucco – Joey Props
- Carole Shelley – Aunt Clara
- Steve Carell – Uncle Arthur